# Отто ван Рес
Отто ван Рес (нід. Otto van Rees; 4 січня 1823 — 10 березня 1892) — нідерландський ліберальний політик, міністр колоній, п'ятдесят перший генерал-губернатор Голландської Ост-Індії.

## Біографія

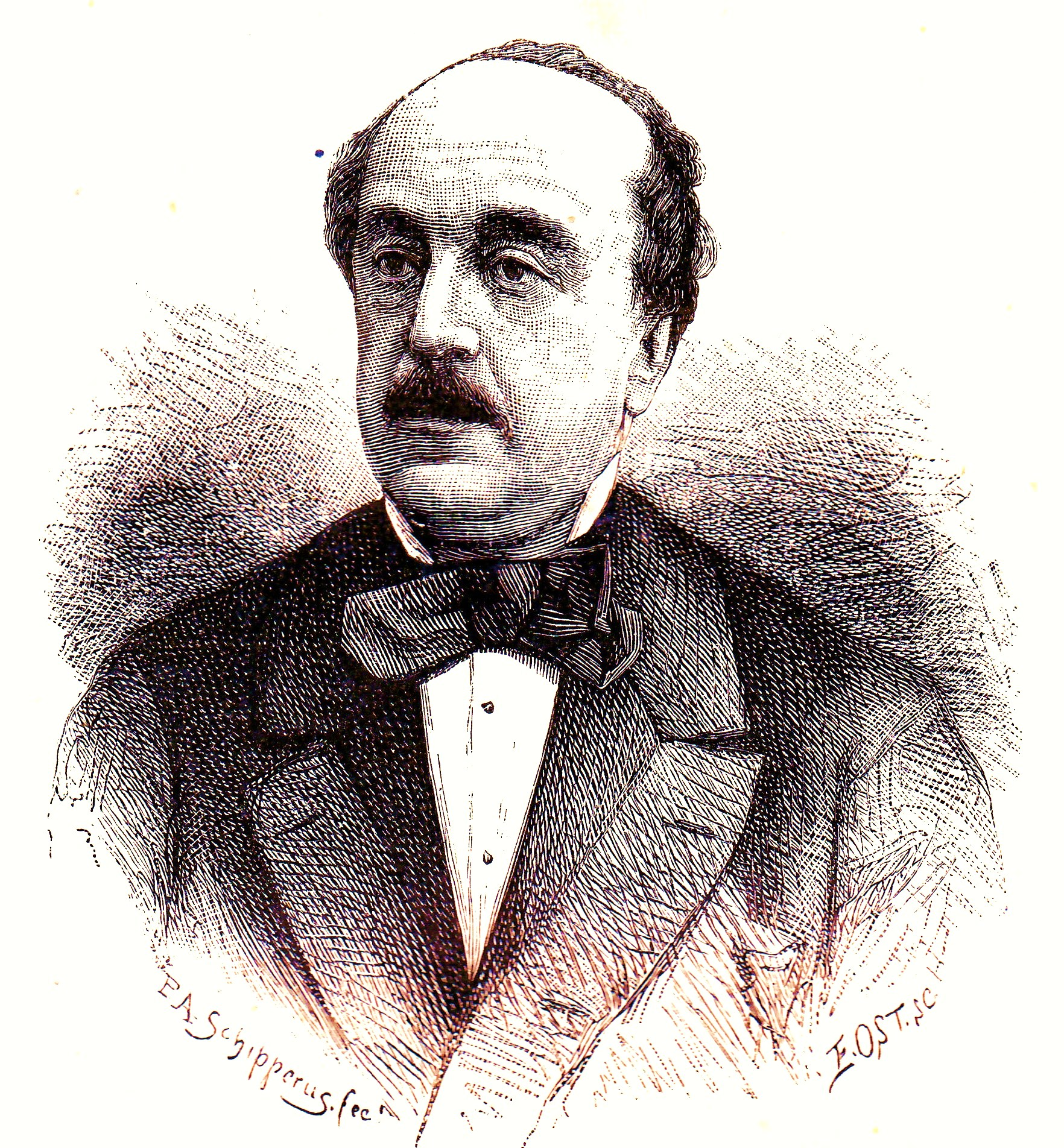
Отто ван Рес

Отто ван Рес народився в Кулемборзі. В молодому віці він переїхав до Голландської Ост-Індії, де розпочав кар'єру у віці чотирнадцяти років. Він пройшов шлях від клерка до заступника державного секретаря (1851). В липні 1851 року ван Рес повертається в Нідерланди на лікування. В 1854 році він знову прибуває до Батавії, де стає резидентом Кеду (1856-1857), Багелену (1857-1860) і Сурабаї (1860-1864). 1 травня 1864 року ван Рес став членом Ради Індій.
Пізніше він знову поїхав на лікування до Нідерландів. Там  він став депутатом нижньої палати від Роттердаму. Однак влітку 1873 року він був призначений віце-президентом Ради Індій і був змушений повернутися в колонії. Він залишався на цій посаді до березня 1878, після чого він черговий раз переїхав до Нідерландів.
Він став депутатом від Арнему, а згодом замінив покійного Пітера Філліпа ван Боссе на посаді міністра колоній в кабінеті Каппейне ван де Копелло. Коли через шість місяців уряд пішов у відставку, він повертається до депутатської діяльності і стає спікером. В березні 1883 року він намагався зібрати кабінет міністрів, однак йому це не вдалося.
Після призначення його новим генерал-губернатором Ост-Індії в 1884 році він повертається в колонії. Він був противником розширеня Ост-Індії.
Після остаточного повернення до Нідерландів він поселився в Арнемі, де помер 10 березня 1892 року.